# 渋谷愛子
渋谷 愛子（しぶや あいこ、1954年 - ）は、日本の児童文学作家。宮城県仙台市出身、青森県八戸市在住。宮城学院女子大学音楽科卒業。
2001年、『わすれてもいいよ』で第34回日本児童文学者協会新人賞受賞。

## 著書一覧
- 渋谷愛子、古茂田杏子 絵「ぼくのマインドコントローラー」『6年の読み物特集 : 学習・科学』 下、学習研究社、1992年11月。
- 渋谷愛子、山野辺進 画『あきかんカンカラカンコン』学習研究社〈学研の新・創作シリーズ〉、1996年9月。ISBN 978-4052008085。 NCID BA31372411。
- 第43回青少年読書感想文全国コンクール課題図書に指定
- 渋谷愛子、山口みねやす 画『コケッコにいたん とさか頭にゃわけがある』学習研究社〈学研の新・創作シリーズ〉、1999年4月。ISBN 978-4052010781。 NCID BA46883593。
- 渋谷愛子、永井泰子 画『わすれてもいいよ』学習研究社〈学研の新しい創作〉、2000年7月。ISBN 978-4052012532。 NCID BA53901243。
- 渋谷愛子、作田島栄次 写真「ハロー・フォックス」『話のびっくり箱 : 6年』 上、学習研究社〈科学と学習の増刊 2001 : 読み物特集号〉、2001年6月。
- 渋谷愛子、きむらみほ 画『ドアのむこう』学習研究社〈学研の新・創作シリーズ〉、2003年4月。ISBN 978-4052017001。 NCID BA6363844X。
- 渋谷愛子、木村法子 絵「ありがとうまえば」『話のびっくり箱 : １年』 上、学習研究社〈科学と学習の増刊 2006 : 読み物特集号〉、2006年6月。
- 渋谷愛子、湊秋作、今泉忠明 監修『日本の自然に生きる : キタキツネ・ニホンザル・ヤンバルクイナ・ヤマネ』 4巻、学研教育出版、学研マーケティング(発売)〈大切ないのち、生まれたよ! : どうぶつの赤ちゃんフォトストーリー〉、2010年2月1日。ISBN 9784055007221。 NCID BB0411408X。
- 渋谷愛子「ありがとう前歯」『10分で読める友だちのお話』 上、横山洋子 選、学研教育出版〈科学と学習の増刊 2006 : 読み物特集号〉、2013年6月18日。ISBN 978-4052037818。